# Даліда
Йоланда Крістіна Джильйотті, відома як Далі́да́ (фр. Dalida; 17 січня 1933 — 3 травня 1987) — співачка, акторка, танцюристка і модель італійського походження, що виросла у Єгипті та збудувала кар'єру у Франції.

## Біографія

### Єгипет
Йоланда Крістіна Джильйотті народилася 17 січня 1933 року в Каїрі. Батьки її були італійцями. Коли Йоланді було 4 роки, їй зробили операцію на очах. Через лікарську помилку в неї з'явилася косоокість.
У 1951 році вона взяла участь в конкурсі «Міс Ундіна», в якому зайняла друге місце, а у 1954 році перемогла на конкурсі «Міс Єгипет».
Через сварку в родині Йоланда йде з дому і влаштовується в агентство «Донна» моделлю. У 1953 році вона робить другу операцію на очах, щоб позбутися косоокості.
Після перемоги на конкурсі «Міс Єгипет» Йоланді запропонували зніматися в кіно. Тоді вона бере псевдонім «Даліла» на честь героїні біблійної притчі «Самсон і Даліла». У 1954 році знімається в невеликих ролях у фільмах «Маска Тутанхамона» і «Склянка та цигарка». Для фільму «Склянка та цигарка» записує свою першу пісню «Чорний місяць» (La luna negra).
24 грудня 1954 переїздить до Парижа.

### Париж
У Парижі у Джильйотті з'явилися проблеми з роботою, до того ж, вона ще не досить добре володіла французькою мовою. Незабаром вона вирішила зайнятися співом і брати уроки вокалу у Ролана Берже. Перші виступи проходили в клубі «Вілла д'Есте», де вона виконувала пісні італійською, французькою та іспанською мовами. Там познайомилася з письменником і сценаристом Альбером Машаро, який і запропонував їй змінити букву «л» на «д» в останньому складі її псевдоніма, в результаті Даліла стала Далідою.
На конкурсі «Номер один завтрашнього дня», де вона виконувала пісню Глорії Лассо «Незнайомка в раю» (L'inconnue au paradis), її помітили директор радіостанції «Європа 1» Люсьєн Моріс і власник звукозаписної фірми Едді Барклай. Однак її перша платівка «Мадона» (Madona) з іспанськими піснями Глорії Лассо не мала успіху.
В 1956 Даліда записала свій перший хіт «Бамбіно» (Bambino) і підписала контракт із фірмою «Барклай». До 1957 року продано 300 000 копій платівок із піснею «Бамбіно», і Даліда отримала перший Золотий диск. Далі з'явилися її хіти «Гондольєр» (Gondolier), «Як колись» (Come prima), «Прощай, прощай, Крихітко» (Ciao, ciao Bambina). Даліда отримує незліченні музичні нагороди, а її ім'я та фото не сходять з обкладинок журналів. Вона здійснює турне всією Францією, а потім і Європою. У 1958 році Даліда вперше виступає в Америці, де імпресаріо Елли Фіцджеральд запропонував зробити їй блискучу кар'єру в США, але вона відмовилася. В 1959 році вона з тріумфом повертається в Каїр.

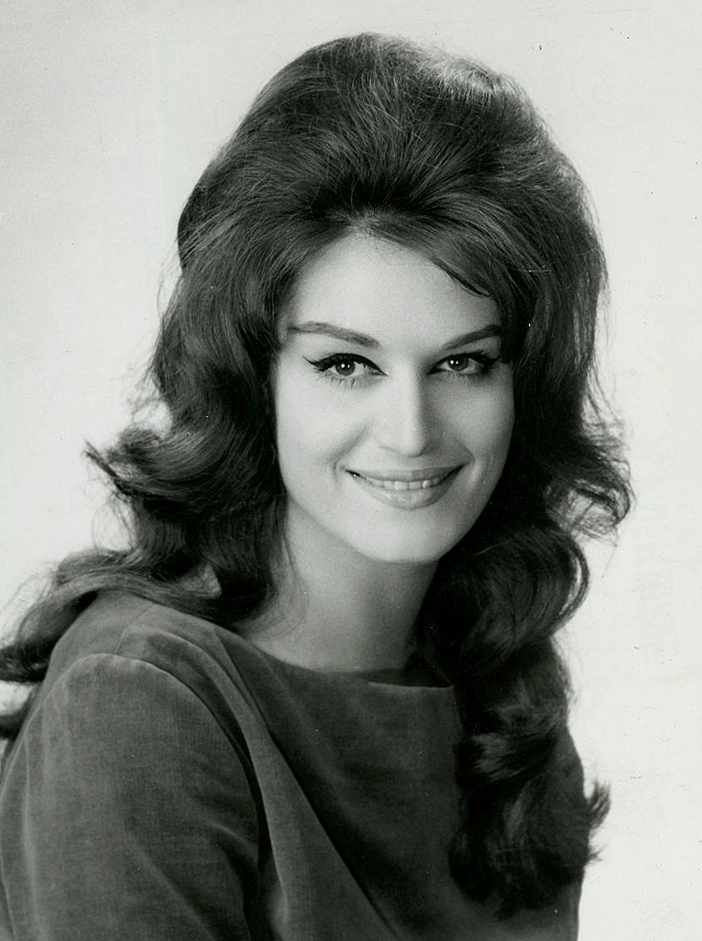
Даліда в 1961 році

8 квітня 1961 Джильйотті одружилася з Люсьєном Морісом після 5 років роману. Під час гастролей Даліда познайомилася в Каннах з молодим художником Жаном Собескі і розлучилася з чоловіком.
У грудні 1961 року Даліда вперше виступає в «Олімпії» як зірка, після чого вирушає в турне у Гонконг та В'єтнам. Влітку 1962 року Даліда придбала дім на Монмартрі з чудовим краєвидом, тут вона мешкала до кінця життя. За право купити цей дім Даліда конкурувала із Жаном-Полем Бельмондо.
Поруч із її домом є ресторан «Да Ґраціано», де досі зберігся улюблений столик Даліди. Вона часто заходила туди на обід і вечерю.
У жовтні 1966 року Даліда знайомиться і починає зустрічатись з Луїджі Тенко. На фестивалі в Сан-Ремо в 1967 році Даліда з Луїджі виконують його пісню «Прощай, любове, прощай» (Ciao amore ciao), але публіка не прийняла кумира італійської молоді, пісня не пройшла в фінал. У той же вечір Луїджі застрелився у своєму номері в готелі.
Даліда першою виявила його тіло. Це послужило причиною її першої спроби самогубства. У паризькому готелі «Принц де Ґаль» (Prince de Galles) вона прийняла смертельну дозу барбітуратів. Проте її врятували. Вона провела в комі 90 годин у реанімації шпиталю Фернанд-Відаль. На деякий час Даліда втратила голос, і через некроз на руках перенесла кілька операцій з пересадки шкіри. Було скасовано її концерти й виступи.
У 1968 році Даліда отримала медаль міста Парижа, а Шарль де Ґолль вручив їй Медаль Президента Республіки.
У вересні 1970 року застрелився її перший чоловік Люсьєн Моріс, що страждав від важкої хвороби. Даліда повністю змінює репертуар і стиль. У 1973 році з Аленом Делоном записує знаменитий дует «Слова, слова» (Paroles paroles). Через кілька тижнів «Слова, слова» посідає першу сходинку хіт-парадів у Франції, Італії, Бельгії, Швейцарії та Японії. Наступні пісні мали грандіозний успіх не тільки у Франції, але й у всьому світі.
У 1972 році Даліда познайомилася з художником і авантюристом Рішаром Шамфре, також відомим під псевдонімом Граф Сен-Жермен, з ним прожила 9 років.
У 1977 році записує відому народну єгипетську пісню Salma ya Salama. Синґл посів перші місця в 17 країнах світу. Пісню записано 4-ма мовами — арабською, французькою, німецькою й італійською. У 1978 році з програмою «Salma ya Salama» Даліда дає великі концерти на всьому Близькому Сході, де її чекає величезний успіх.
У березні 1981 року вона представляє в «Олімпії» свою постанову, створену 1980 року. У день прем'єри вона отримує діамантовий диск за 80 мільйонів проданих дисків у всьому світі.
На початку 1982 року Йоланда Джильйотті підтримала на президентських виборах свого давнього друга Франсуа Міттерана, за що отримала прізвисько «Рожева пантера». Критики й політичні діячі суворо критикували Даліду за цей учинок.
Згідно з опитуванням 1982 року, проведеним «Paris Match» про найвпливовіших жінок-сучасниць, Даліда посіла 2-ге місце, після Даніель Міттеран, першої леді Французької Республіки.
20 липня 1983 року партнера Даліли Рішара Шамфре знайдено мертвим у його машині в Сен-Тропе. Ця подія серйозно похитнула душевну рівновагу співачки. У пресі її стали називати «чорною вдовою». Восени 1985 року Даліда перенесла ще дві болісні операції на очах, бо яскраве світло прожекторів стало завдавати їй нестерпного болю, і вона не могла виступати на сцені. У цей період вона стала рідше виступати і записувати пісні.

### Смерть
Від початку 1987 року Даліда перебувала в постійній депресії, однак не припиняла творчу діяльність: вона була присутня на премії «Сезар», зрідка з'являлася на телебаченні, а у кінці квітня дала останній концерт в Анталії, що пройшов з аншлагом; провела традиційну зустріч зі своїм фан-клубом, розглядала сценарій мюзиклу «Клеопатра», де їй відводили головну роль. Зовні для шанувальників нічого не віщувало трагедії.
«Я чимало прожила і багато досягла. Але в моєму житті щось не спрацювало», — сказала якось співачка. В ніч з 2 на 3 травня 1987 Даліда прийняла велику дозу снодійного та запила його віскі. На столі залишила записку: "La vie m'est insupportable. Pardonnez-moi" («Життя для мене стало нестерпним. Пробачте мені»). Її серце зупинилося 3 травня близько 11:00 ранку. 7 травня відспівування і похорон співачки на кладовищі Монмартр набули національного масштабу: попрощатися з легендою прийшов майже весь Париж.

## Пам'ять
- Даліда стала третьою жінкою після Жанни д'Арк та Сари Бернар, якій у Парижі встановлено пам'ятник (1997 року).
- Іменем Даліди названо площу в районі Монмартру французької столиці, у тому кварталі, де вона прожила довгі роки.
- У травні 1997 року з нагоди десятої річниці з дня смерті Даліди в Парижі пройшли численні заходи присвячені пам'яті співачки: публікації книг, випуск повного зібрання пісень, спеціальні передачі на радіо і телебаченні, статті в пресі, відкриття площі на Монмартрі, названої на її честь.
- На честь співачки була випущена поштова марка з її зображенням.
- До річниці смерті співачки в 2007 році в мерії Парижа було організовано протягом кількох місяців виставку нарядів співачки, її особистих речей, світлин. Виставка викликала настільки жвавий інтерес французів і туристів, що було прийнято рішення продовжити її ще на місяць.
- Для вистави «Служниці» Романа Віктюка значну частину матеріалу для музичного оформлення постановки взято із творчості Даліди: композиції Je suis malade, Tico tico, Je me repose, Monsieur l'amour.
- У 2016 році вийшов фільм французької режисерки Лізи Азуелос про життя співачки, роль Даліди виконала в ньому італійська актриса Свева Алвіті.

## Фільмографія
- «La masque de Toutankhamon» («Маска Тутанхамона») 1954 р.
- «Sigara wel Kass» («Склянка та цигарка») 1954 р.
- «Brigade des moeurs» («Поліція моралі») 1957 р.
- «Rapt au deuxieme bureau» («Викрадення у другому бюро») 1958 р.
- «Parlez moi d'amour» («Говори мені про кохання») 1960 р.
- «L'inconnue de Hong Kong» («Незнайомка з Гонконгу») 1963 р.
- «Menage a l'Italienne» («Сім'я по-італійськи») 1965 р.
- «Io ti amo» («Я тебе кохаю») 1968 р.
- «Comme sur des roulettes» («Як по маслу») 1977 р.
- «Le sixieme jour» («Шостий день») 1986 р.
- 2016 — Кохання та пристрасть. Даліда / (Dalida)